# John Dryden
John Dryden, född 19 augusti (9 augusti enl. g.s.) 1631 i Aldwincle (även stavat Aldwinkle), Northamptonshire, död 12 maj (1 maj enl. g.s.) 1700 i London, var en brittisk poet och dramatiker. Dryden har vid sidan om Alexander Pope betraktats som den störste poeten inom den engelska klassicismen.
Dryden uppfostrades i Westminster och Cambridge, och gjorde sina första poetiska försök, bland annat en sorgesång vid Oliver Cromwells död, i den då förhärskande metafysiska stilen, som genom John Donne och Abraham Cowley kommit på modet. Hans tidiga dikter var dock av ganska litet litterärt värde. Först efter restaurationen, som han hälsade med glädje, började han på allvar framträda. År 1663 ärvde han en mindre egendom och ingick äktenskap med lady Elizabeth Howard, som var dotter till Thomas Howard, 1:e earl av Berkshire. Trots detta hade han ekonomiska svårigheter och började därför en livlig verksamhet som dramatiker, något som han enligt eget uttalande saknade såväl begåvning som intresse för. 
År 1670 blev han Poet Laureate och kunglig historiograf, erhöll statspension och övergick efter Jakob II:s tronbestigning till katolicismen, enligt sina många politiska motståndare endast av opportunistiska skäl. Vid den Ärorika revolutionen förlorade han sina ininkomster, varefter han försökte helt försörja sig på sin penna, bland annat genom en Vergiliusöversättning. Till hans främsta verk hör en volym Fables som utkom strax före hans död. 
Dryden förde en intensiv kampanj mot poeten Thomas Shadwell, som utnämndes till hovskald då Dryden 1688 förlorade ämbetet.
Som dramatiker författade han inte mindre än 24 skådespel: dels tragedier, bland vilka de främsta är The conquest of Granada (1670) och Aurengzebe (1675), båda högtravande rimmade skådespel med jambisk vers i den då brukliga franska "heroiska" stilen, samt All for love (1678); en ombearbetning av William Shakespeares Antonius och Kleopatra; samt Don Sebastian (1690) på blankvers. Bland hans dikter märks främst den episk lyriska Annus mirabilis (1667), satirerna Absalom and Achitophel (1681), The medal (1682) och Mac Flecknoe (1682), samt den politiskt religiösa allegorin The hind and the panther, där kontroversen mellan katolicismen och den engelska episkopalkyrkan behandlas i djurfabelns form.
Även som psalmförfattare var han verksam. Maurus Hrabanus psalm Veni Creator Spiritus finns bevarad i Drydens översättning från 1690 i The Church Hymn book 1872 (nr 313) Creator Spirit, by whose aid.